# Алван Адамс

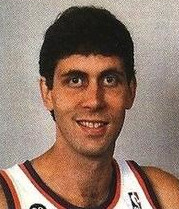

Алван Лей Адамс (англ. Alvan Leigh Adams, нар. 19 липня 1954, Лоренс, Канзас, США) — американський професіональний баскетболіст, що грав на позиціях центрового і важкого форварда за команду НБА «Фінікс Санз», яка навіки закріпила за ним ігровий № 33. Гравець національної збірної США.

## Ігрова кар'єра
На університетському рівні грав за команду Оклахома (1972—1975).
1975 року був обраний у першому раунді драфту НБА під загальним 4-м номером командою «Фінікс Санз». Захищав кольори команди з Фінікса протягом усієї історії виступів у НБА, яка налічувала 13 сезонів.
Його ігровий номер виведений з обороту, проте з підписанням «Фініксом» Гранта Гілла Адамс дозволив йому взяти свій 33 номер.
Адамс є лідером франшизи за кількістю зіграних матчів та хвилин, зроблених підбирань та перехоплень.
Станом на 2018 рік є віце-президентом «Фінікса» з управління спортивною ареною Talking Stick Resort Arena.

## Статистика виступів в НБА

### Регулярний сезон
| Сезон              | Команда            | GP  | GS  | MPG  | FG%  | 3P%  | FT%  | RPG | APG | SPG | BPG | PPG  |
| ------------------ | ------------------ | --- | --- | ---- | ---- | ---- | ---- | --- | --- | --- | --- | ---- |
| 1975–1976          | «Фінікс Санз»      | 80  | –   | 33.2 | .469 | –    | .735 | 9.1 | 5.6 | 1.5 | 1.5 | 19.0 |
| 1976–1977          | «Фінікс Санз»      | 72  | –   | 31.6 | .474 | –    | .754 | 9.1 | 4.5 | 1.3 | 1.2 | 18.0 |
| 1977–1978          | «Фінікс Санз»      | 70  | –   | 27.3 | .485 | –    | .730 | 8.1 | 3.2 | 1.2 | .9  | 15.5 |
| 1978–1979          | «Фінікс Санз»      | 77  | –   | 30.7 | .530 | –    | .799 | 9.2 | 4.7 | 1.4 | .8  | 17.8 |
| 1979–1980          | «Фінікс Санз»      | 75  | –   | 28.9 | .531 | .000 | .797 | 8.1 | 4.3 | 1.4 | .7  | 14.9 |
| 1980–1981          | «Фінікс Санз»      | 75  | –   | 27.4 | .526 | .000 | .768 | 7.3 | 4.6 | 1.4 | .9  | 14.9 |
| 1981–1982          | «Фінікс Санз»      | 79  | 75  | 30.3 | .494 | .000 | .781 | 7.4 | 4.5 | 1.4 | 1.0 | 15.1 |
| 1982–1983          | «Фінікс Санз»      | 80  | 75  | 30.6 | .486 | .333 | .829 | 6.9 | 4.7 | 1.4 | .9  | 14.2 |
| 1983–1984          | «Фінікс Санз»      | 70  | 13  | 20.7 | .462 | .000 | .825 | 4.6 | 3.1 | 1.0 | .4  | 9.6  |
| 1984–1985          | «Фінікс Санз»      | 82  | 69  | 26.0 | .520 | .000 | .883 | 6.1 | 3.8 | 1.4 | .6  | 14.7 |
| 1985–1986          | «Фінікс Санз»      | 78  | 45  | 25.7 | .502 | .000 | .783 | 6.1 | 4.2 | 1.3 | .6  | 10.8 |
| 1986–1987          | «Фінікс Санз»      | 68  | 40  | 24.9 | .503 | .000 | .788 | 5.0 | 3.3 | .9  | .5  | 11.1 |
| 1987–1988          | «Фінікс Санз»      | 82  | 25  | 20.1 | .496 | .500 | .844 | 4.5 | 2.2 | 1.0 | .5  | 7.5  |
| Усього за кар'єру  | Усього за кар'єру  | 988 | 342 | 27.5 | .498 | .133 | .788 | 7.0 | 4.1 | 1.3 | .8  | 14.1 |
| В іграх усіх зірок | В іграх усіх зірок | 1   | 0   | 11.0 | .500 | –    | –    | 3.0 | –   | –   | –   | 4.0  |

### Плей-оф
| Сезон             | Команда           | GP | GS | MPG  | FG%   | 3P% | FT%   | RPG  | APG | SPG | BPG | PPG  |
| ----------------- | ----------------- | -- | -- | ---- | ----- | --- | ----- | ---- | --- | --- | --- | ---- |
| 1976              | «Фінікс Санз»     | 19 | –  | 35.2 | .452  | –   | .817  | 10.1 | 5.2 | 1.4 | 1.1 | 17.9 |
| 1978              | «Фінікс Санз»     | 2  | –  | 35.5 | .455  | –   | 1.000 | 8.0  | 2.0 | 1.0 | .5  | 16.0 |
| 1979              | «Фінікс Санз»     | 12 | –  | 31.0 | .475. | –   | .710  | 7.5  | 4.4 | .9  | 1.0 | 12.8 |
| 1980              | «Фінікс Санз»     | 8  | –  | 31.4 | .566  | –   | .895  | 9.6  | 5.8 | .9  | 1.3 | 16.1 |
| 1981              | «Фінікс Санз»     | 7  | –  | 31.1 | .450  | –   | .714  | 5.9  | 3.7 | .6  | .1  | 10.6 |
| 1982              | «Фінікс Санз»     | 7  | –  | 33.3 | .522  | –   | .786  | 7.9  | 3.7 | 2.0 | .7  | 16.9 |
| 1983              | «Фінікс Санз»     | 3  | –  | 28.0 | .469  | –   | .714  | 6.0  | 4.7 | .6  | 1.7 | 11.7 |
| 1984              | «Фінікс Санз»     | 17 | –  | 18.4 | .421  | –   | .679  | 5.1  | 2.5 | 1.0 | .6  | 18.4 |
| Усього за кар'єру | Усього за кар'єру | 78 | –  | 29.3 | .473  | –   | .766  | 7.5  | 4.1 | 1.1 | .9  | 13.8 |